# Kristina Richter
Kristina Richter (Zwickau, 24 de outubro de 1946) é uma ex-handebolista alemã, medalhista olímpica.

## Carreira
Kristina Richter fez parte da equipe alemã oriental do handebol feminino, prata em Montreal 1976 e bronze Moscou 1980, com um total de 10 jogos e 46 gols.